# 부산공항여객
부산공항여객(釜山空港旅客)은 부산광역시의 시내버스 운송 업체였다. 공항버스(空港―)의 부도로 인하여 부산광역시버스운송사업조합이 면허를 받아 설립되었는데 1001번을 제외하고는 김해국제공항을 기점으로 하는 노선을 보유했다.
면허상으로는 부산광역시버스운송사업조합이 있는 동구 범일2동으로 되어 있었지만, 실제로는 김해국제공항 인근의 차고지가 본사처럼 사용되고 있었다.
이 업체는 2008년 7월 29일 폐업했다. 이로 인해 201번은 대도운수에서, 307번은 일광여객에서, 1001번은 부일여객에서 운행하고 있다.

## 차고지
- 부산광역시 강서구 대저2동 2733 (201번, 300번, 307번 시종착)
- 부산광역시 해운대구 좌동 (부일여객 (구)본사, 1001번 시종착)

## 폐업 직전 노선(타 운수회사에서 영업중인 노선)
- 201번 : 김해국제공항 ↔ 덕두초등학교 (덕두시장)-서부산IC-낙동대교 ↔주물공단입구-학장입구-사상전화국-럭키아파트 주례역-경남정보대학교-개금역(개금삼거리) 동의대학교 ↔가야시장-부암역-롯데호텔 롯데백화점-부전도서관- 서면한전앞 (대도운수에서 운행, 현재는 폐선)
- 307번 : 해운대-해운대해수욕장-해운대마린시티-벡스코-연산토곡-안락동-동래한전-동래고등학교-동래시장-동래역-만덕동-숙등역-덕천역-구포동-강서구청역-대저동-신소마을-신덕마을-덕두초등학교-덕두시장-김해국제공항 (일광여객에서 운행, 현재는 입석으로 전환)
- 1001번 : 청강리공영차고지-장보고숯불갈비-오신-내리초등학교-내리-송정2휴먼시아-송정해수욕장-송정1단지주공- 신도시시장-대동상가-장산역 ↔ 해운대역 ↔ 센텀시티역 ↔ 수영교차로 ↔ 광안리해수욕장 ↔ 경성대 ↔못골시장(못골역,남구청) 문현교차로, 문현역 ↔부산진역- 부산역-영주동 ↔ 부산터널 ↔동대시장-괴정초등학교- 괴정시장 ↔ 하단 ↔ 동아대학교 (부일여객에서 운행)